# Азовский, Анатолий Андреевич
Анатолий Андреевич Азовский (6 декабря 1940, Большое Кабанье, Челябинская область — 12 ноября 2012, Полевской, Свердловская область) — советский и российский поэт, журналист.

## Биография
Анатолий Андреевич Черноскулов родился 6 декабря 1940 года в селе Большое Кабанье Кабанского сельсовета Шадринского района Челябинской области, ныне село входит в Шадринский муниципальный округ Курганской области.
Фамилию Азовский взял по одним данным в честь горы Азов, расположенной в 8 км от города Полевского Свердловской области, а по другим — в честь города Азов Ростовской области.
Отец, Андрей Иванович и мать Евдокия Ивановна работали в ремесленном училище на Полевском криолитовом заводе (отец — столяром, мать — разнорабочей), они жили в Полевском с 1937/1938 года. Большую помощь в воспитании оказывали бабушка Екатерина Григорьевна и дедушка Иван Наумович.
Учился в школе № 1 города Полевского до 6 класса.
В 1956 году поступил в Свердловске в строительное училище № 69, окончил его плотником ІV разряда.
В 1957 году работал плотником на строительстве Белоярской ГРЭС, в 1958 году на строительстве стана «В» Первоуральского новотрубного завода, в 1959 году на Медной горе (Гумёшевский рудник).
Служил в Советской Армии. В 1960—1961 годах участвовал в строительстве космодрома Байконур. На Байконуре тяжело заболел и был комиссован, лечился в Камышловском госпитале инвалидов Отечественной войны.
В 1962 году поступил в Свердловский строительный техникум, на отделение «Строительные машины и оборудование». После окончания техникума работал линейным механиком в Омутинской ПМК.
В 1966—1970 годах работал мастером на Свердловском заводе трансформаторов тока, техником-конструктором на оборонном предприятии «почтовый ящик Свердловск—79». Работал в полевской газете «Северский рабочий».
В 1966 году поступил в Литературный институт имени А. М. Горького в Москве, на заочное отделение.
В 1971 году переехал в станицу Багаевскую Багаевского района Ростовской области.
В 1971—1978 годах работал корреспондентом в газете «Светлый путь». Параллельно вёл городское литобъединение при газете «Знамя коммуны» в городе Новочеркасске Ростовской области.
В 1978—1987 годах работал литературным консультантом в молодёжной газете «Комсомолец».
В конце декабря 1987 года вернулся в Полевской, работал в сфере дополнительного образования, вёл литературное объединение «Рассвет» сначала при ДК СТЗ, затем при Доме пионеров, Центре развития творчества детей и юношества. Организатор общества самодеятельных поэтов «Простор» (ДК Северского трубного завода). Педагог высшей квалификационной категории.
С 1991 года член Союза писателей СССР (затем Союза писателей России).
В деревне Раскуиха (Полевской городской округ) Азовский с директором туристической станции города Александром Кузьмичом Чусовым организовали летний лагерь юных поэтов.
Скончался 12 ноября 2012 года в городе Полевском Полевского городского округа Свердловской области. Похоронен на Южном кладбище города Полевского.

## Творчество
Первая публикация стихов Анатолия Азовского была в городской газете «Рабочая правда». Некоторые стихи стали песнями, например «Есть на свете речка Полевая».
Через всю поэзию Азовского яркой линией проходит чувство любви к Уралу. У него своё, глубокое видение окружающего: природы, птиц, реки, человеческих страданий и радости.

## Награды, звания и премии
- Звание «Заслуженный работник культуры Российской Федерации», 19 мая 2003 года[7]
- Лауреат Третьего творческого фестиваля молодёжи Дона, 1971 год
- Лауреат конкурса Ростовского областного Совета мира за книгу «Свидание с землей», 1981 год
- Лауреат литературной премии Ростова-на-Дону, 1991 год
- Диплом литературной премии акционерного общества «Урал-регион» за книгу «Пора откровения», 1992 год
- Лауреат премии имени Н. Ф. Зюзёва за выдающуюся работу по сохранению историко-культурного наследия Полевского края, 2014 год, посмертно

## Память
- В 2014 году были названы две горы в окрестностях Полевского[8]
  - Гора Азовского, в лесном квартале № 55 Сысертского лесничества (по дороге на пос. Большая Лавровка)
  - Камни Азовского, в лесном квартале № 79 Сысертского лесничества (по дороге на пос. Большая Лавровка)
- 12 сентября 2013 года Центральной городской библиотеке г. Полевской присвоено имя А. А. Азовского.
- Азовские чтения проходят в городе Полевском. I Азовские чтения были в 2013 году. В декабре 2023 года прошли XI Азовские чтения[9].

## Сочинения
Стихи Анатолия Андреевича Азовского печатались в журналах: «Дон», «Урал», «Наш современник», «Уральский следопыт», «Вит» (Болгария). Выходили отдельными сборниками.
- Азовский А.А. Свидание с землёй. — Ростов н/Д.: Кн. изд-во, 1980. — 31 с. — 5000 экз.[11]
- Азовский А.А. Есть на свете речка Полевая. — М.: Современник, 1983. — 48 с. — 10 000 экз.[12]
- Азовский А.А. Перекаты. — Ростов н/Д.: Кн. изд-во, 1988. — 94 с. — 2500 экз. — ISBN 5-7509-1147-0.[13]
- Азовский А.А. Пора откровения. — Свердловск: Редакционно-издательский отдел Упринформпечати, 1991. — 224 с.
- Азовский А.А. Сентябрины. — Екатеринбург: Уральский литератор, 1995. — 141 с.
- Азовский А.А. Здравствуй, зоренька моя!. — Екатеринбург, 1997.
- Азовский А.А. Притяжение. — Екатеринбург: Уральский литератор, 1998. — 164 с.
- Азовский А.А. Роднящая тоска. — Екатеринбург: Уральское литературное агентство, 1999. — 159 с.
- Азовский А.А. Пережитое. — Екатеринбург: Уральский литератор, 2000. — 246 с.
- Азовский А.А. Дороги непутевые мои. — Екатеринбург: Уральский литератор, 2004. — 226 с.
- Азовский А.А. Звени, медуница!. — Екатеринбург, 2006. — 407 с.

## Семья
Анатолий Андреевич Азовский был трижды женат. С последней супругой Марией вырастили двух сыновей: Андрея и Евдокима.